# Vlieghuis
Vlieghuis (Drents: Vlieghuus) is een gehucht van 48 woningen in de gemeente Coevorden, in de Nederlandse provincie Drenthe.

## Geografie
De plaats ligt aan de N863 tussen Schoonebeek en Coevorden, ook wel Europaweg geheten. Ten noorden van de plaats ligt het Vlieghuizerveld.

## Geschiedenis
Vlieghuis is van oorsprong een esdorp.